# Lijst van PlayStation 2-spellen
Deze lijst van PlayStation 2-spellen geeft een alfabetisch overzicht van alle spellen.
Deze lijst is zeker niet compleet - en:List of PlayStation 2 games voor meer overzicht van andere beschikbare titels voor Playstation 2

## 0-9
- !Qué Pasa Neng!
- 007: Agent Under Fire
- 007: Everything Or Nothing
- 007: From Russia with Love
- 1942
- 24: The Game

## A
- A2 Racer: World Challenge
- A Ressha de Gyoukou
- A Ressha de Gyoukou 2001 Perfect Set
- A Sound of Thunder
- A-Train 6
- Ace Combat: Distant Thunder
- Ace Combat 2
- Ace Combat 5: The Unsung War
- Ace Combat Zero: The Belkan War
- Aces of War
- Action Girlz Racing
- Action Man ATOM: Alpha Teens on Machines
- Activision Anthology
- Adiboo and the Energy Thieves
- Adventures of Cookie and Cream
- Æon Flux
- Aero Elite: Combat Academy
- Aerobics Revolution
- AFL Live 2003
- AFL Live 2004
- AFL Premiership 2005: The Official Game of the AFL Premiership
- AFL Premiership 2006
- AFL Premiership 2007
- Agassi Tennis Generation
- Age of Empires II: The Age of Kings
- Agent Hugo
- Agent Hugo 2: Roborumble
- Aggressive Inline
- AI Igo 2003
- AI Mahjong 2003
- Air Raid 3
- Air Ranger 2 Plus: Rescue Helicopter
- Air Ranger 2: Rescue Helicopter
- Air Ranger: Rescue Helicopter
- AirBlade
- Airborne Troops: Countdown to D-Day
- AirForce: Delta Strike
- Akira Psychoball
- Akudaikan
- Akudaikan 2
- Akudaikan 3
- Alan Hansen's Sports Challenge
- Alarm for Cobra 11: Hot Pursuit
- Alex Ferguson Player Manager 2001
- Alfa Romeo Racing Italiano
- Alias
- Alien Hominid
- Aliens Vs. Predator: Extinction
- Aliens: Colonial Marines
- All Star Baseball 2002
- All Star Baseball 2003
- All Star Baseball 2004
- All Star Baseball 2005
- All Star Pro-Wrestling
- All-Star Professional Wrestling 2
- Alone in the Dark: The New Nightmare
- Alpine Racer 3
- Alpine Ski Racing 2007
- Alter Echo
- Altered Beast
- Alvin and the Chipmunks
- Amagoushi no Yakata
- Ambrosia Odyssey
- America's Army: Rise of a Soldier
- American Chopper
- American Chopper Full Throttle
- American Idol
- American Idol 2
- American Pool 2
- AMF Xtreme Bowling
- Amplitude
- An American Tail
- And 1 Streetball
- Angel Profile
- Animal Soccer World
- Another Century's Episode
- Another Century's Episode 2
- Another Century's Episode 3: The Final
- Antz Extreme Racing
- Anubis II
- Aoi Sora no Neosphere: Nanoka Franka no Hatsumei Koubouki 2
- Aoishiro
- Ape Escape: Pumped and Primed
- Ape Escape 2
- Ape Escape 3
- Ape Escape: Million Monkeys
- Ape Escape: Pumped & Primed
- Appleseed EX
- Aqua Aqua
- Aqua Teen Hunger Force Zombie Ninja Pro-Am
- AquaNox: The Angels Tears
- Ar tonelico 2
- Ar tonelico: Melody of Elemia
- Arabians Lost
- Arc the Lad: End of Darkness
- Arc the Lad: Twilight of the Spirits
- Arcade Classics Volume 1
- Arcana Heart
- Arctic Thunder
- Area 51
- Armada 2: Exodus
- Armored Core: Nexus
- Armored Core: Silent Line
- Armored Core 2
- Armored Core 2: Another Age
- Armored Core 3
- Army Men: Air Attack 2
- Army Men: Green Rogue
- Army Men: RTS
- Army Men: Sarge's Heroes 2
- Army Men: Sarge's War
- Asterix & Obelix
- Astro Boy
- Athens 2004
- ATV Off Road Fury
- ATV Off Road Fury 2
- ATV Off Road Fury 3
- ATV Quad Power Racing 2
- Auto Modellista
- Avatar: The Legend of Aang
- Avatar: De Legende van Aang – De Brandende Aarde
- Avatar: The Last Airbender – Into the Inferno

## B
- Backyard: Baseball
- Backyard: Basketball
- Backyard: Wrestling: Don't Try This At Home
- Backyard Wrestling 2
- Bad Boys 2
- Baldur's Gate: Dark Alliance
- Baldur's Gate: Dark Alliance 2
- Barbarian
- Barbie: Wild Horse Rescue
- Bards Tale: Song of the Bard
- BASS Strike
- Batman: Rise of Sin-Tzu
- Batman: Vengeance
- Battle Engine Aquila
- BattleBots: Cancelled
- Battlefield 2: Modern Combat
- BattleStar Galactica
- Bee movie, the game
- Beverly Hills Cop
- Beyond Good and Evil
- Big Mutha Truckers
- Bionicle: The Game
- Black & Bruised
- Black 9
- Blade 2
- Blood Will Tell
- BloodRayne
- BloodRayne 2
- Blood Roar 3
- Blood Roar 4
- BMX XXX
- Bombastic
- The Bouncer
- Bounty Hunter: Seek & Destroy
- Bratz: Formal Funk
- Breath of Fire: Dragon Quarter
- Britney's Dance Beat
- Brothers in Arms
- Buffy the Vampire Slayer 2: Chaos Bleeds
- Bujingai: The Forsaken City
- Bulletproof Monk
- Burnout
- Burnout 2: Point of Impact
- Burnout 3: Takedown
- Butt Ugly Martians: Zoom or Doom!
- Buzz!™: De slimste van Nederland
- Buzz!™ Junior: Ace Racers

## C
- C.I.D 925: An Ordinary Life
- Cabela's African Safari
- Cabela's Alaskan Adventures
- Cabela's Big Game Hunter
- Cabela's Big Game Hunter 2005 Adventures
- Cabela's Dangerous Hunts
- Cabela's Dangerous Hunts 2
- Cabela's Deer Hunt 2005 Season
- Cabela's Deer Hunt: 2004 Season
- Cabela's Monster Bass
- Cabela's Outdoor Adventures 2006
- Call of Cthulhu: Dark Corners of the Earth
- Call of Cthulhu: Tainted Legacy
- Call of Duty 2
- Call of Duty 2: Big Red One
- Call of Duty 3
- Call of Duty: Finest Hour
- Canis Canem Edit
- Capcom Classics Collection
- Capcom Classics Collection Vol. 2
- Capcom Fighting All-Stars
- Capcom Fighting Evolution
- Capcom vs. SNK 2: Mark of the Millennium 2001
- Captain Scarlet
- Captain Tsubasa
- Carmen Sandiego: The Secret of the Stolen Drums
- Carol Vorderman's Sudoku
- Carrier: The Next Mutation
- Cars
- Cars Mater-National
- CART Fury Championship Racing
- Cartoon Network Racing
- Carwash Tycoon
- Casper Spirit Dimensions
- Castle Fantasia: Arihato Senki
- Castle Shikigami 2
- Castlevania: Curse of Darkness
- Castlevania: Lament of Innocence
- Catan
- Catwoman
- Cel Damage Overdrive
- ChainDive
- Champion Sheep Rally
- Champions of Norrath
- Champions: Return to Arms
- Championship Manager 2006/07
- Championship Manager 2007
- Championship Manager 5
- Chanter#: Kimi no Uta ga Todoitara
- Chaos Field
- Chaos Field New Order
- Chaos Legion
- Chaos Wars
- Charlie and the Chocolate Factory
- Charlie Brown's All-Stars
- Charlie's Angels
- Charlotte's Web
- Cheggers' Party Quiz
- Chessmaster
- Chicken Little
- Chikyuu Boueigun 2
- Chikyuu Boueigun Tactics
- Choplifter: Crisis Shield
- ChoroQ
- Chou Aniki: Sei Naru Protein Densetsu
- Chou Battle Houshin
- Chou-jikuu Yousai Macross
- Chulip
- Cinderella
- Circuit Blasters
- City Crisis
- City Racer
- Clannad
- Classic British Motor Racing
- Classified: The Sentinel Crisis
- Clock Tower 3
- Club Football
- Club Football 2005
- Clumsy Shumsy
- Cluster Edge
- CMT Presents: Karaoke Revolution Country
- Cocoto Kart Racer
- Code Age Commanders
- Codename: Kids Next Door: Operation V.I.D.E.O.G.A.M.E.
- Cold Fear
- Cold Winter
- Colin McRae Rally 04
- Colin McRae Rally 2005
- Colin McRae Rally 3
- College Hoops 2K6
- College Hoops 2K7
- College Hoops 2K8
- Colorful Aquarium: My Little Mermaid
- Colosseum: Road to Freedom
- Combat Ace
- Combat Elite: WWII Paratroopers
- Commandos 2: Men of Courage
- Commandos Strike Force
- Conan
- Conflict Zone
- Conflict: Desert Storm
- Conflict: Desert Storm II: Back to Baghdad
- Conflict: Global Terror
- Conflict: Vietnam
- Conspiracy: Weapons of Mass Destruction
- Constantine
- Contra: Shattered Soldier
- Cool Boarders 2001
- Cool Boarders Code Alien
- Corvette
- Corvette Evolution GT
- Cowboy Bebop
- CR Pachinko Yellow Cab: Pachitte Chonmage Tatsujin 6
- CR Shinseiki Evangelion
- Crank the Weasel
- Crash 'N' Burn
- Crash Bandicoot Action Pack
- Crash Bandicoot: The Wrath of Cortex
- Crash Dummy vs. the Evil D-Troit
- Crash Nitro Kart
- Crash of the Titans
- Crash Tag Team Racing
- Crash Twinsanity
- Crazy Chicken
- Crazy Frog Racer
- Crazy Frog Racer 2
- Crazy Golf: World Tour
- Crazy Taxi
- Cricket 07
- Cricket 2002
- Cricket 2004
- Cricket 2005
- Crime Life: Gang Wars
- Crimson Sea 2
- Crimson Tears
- Critical Bullet: 7th Target
- Critical Velocity
- Crouching Tiger, Hidden Dragon
- Crushed Baseball 2004
- Crusty Demons
- CSI: 3 Dimensions of Murder
- CT Special Forces: Fire for Effect
- Cubix Robots for Everyone: Showdown
- Cue Academy: Snooker, Pool, Billiards
- Culdcept
- Curious George
- Curry House CoCo Ichibanya
- Cy Girls
- Cyclone Circus

## D
- The Da Vinci Code
- Dancing Stage™ SuperNOVA 2
- Def Jam: Fight for NY
- Deus Ex
- Devil May Cry
- Devil May Cry 3: Dante's Awakening
- Dracula Unleashed
- Dragon Ball Z: Budokai
- Dragon Ball Z: Budokai Tenkaichi
- Dragon Ball Z: Budokai Tenkaichi 2
- Dragon Ball Z: Budokai Tenkaichi 3
- Dragon Ball Z: Infinite World
- Dragon Quest VIII: Journey of the Cursed King
- DreamMix TV World Fighters
- Dynasty Warriors

## E
- Eagle Eye Golf
- Ecco the Dolphin: Defender of the Future
- Echo Night: Beyond
- Ed, Edd n Eddy: The Mis-Edventures
- Egg Mania: Eggstreme Madness
- Eighteen Wheeler: American Pro Trucker
- Eizo Play: MEGUMI
- eJay Clubworld
- El Tigre: The Adventures of Manny Rivera
- Endonesia
- Endgame
- Energy Airforce
- Energy Airforce Aim Strike!
- Enter the Matrix
- Enthusia Professional Racing
- EOE: Eve of Extinction
- Ephemeral Fantasia
- Escape from Monkey Island
- EyeToy: AntiGrav
- EyeToy: Chat
- EyeToy: Groove
- EyeToy: Kinetic
- EyeToy: Monkey Mania
- EyeToy: Operation Spy
- EyeToy: Play
- EyeToy: Play 2
- EyeToy: Play 3

## F
- F1 2001
- F1 2006
- F1 Championship Season 2000
- F355 Challenge
- Family Feud
- Family Guy Video Game!
- FantaVision
- FIFA 06
- FIFA 07
- FIFA 08
- FIFA 09
- FIFA 10
- FIFA 11
- FIFA 12
- FIFA 13
- FIFA 14
- FIFA 2001
- FIFA 2002
- FIFA 2003
- FIFA 2004
- FIFA 2005
- FIFA Street (2005)
- FIFA Street 2
- Final Fantasy X
- Final Fantasy X-2
- Final Fantasy XI
- Final Fantasy XII
- Forbidden Siren
- Forbidden Siren 2
- Futurama

## G
- G-Force
- Garfield
- Garfield: A Tail of Two Kitties
- Garfield: Saving Arlene
- Ghostbusters: The Video Game
- Ghost Rider
- God of War
- God of War II
- The Godfather: The Game
- Godzilla: Save the Earth
- Godzilla: Unleashed
- Gran Turismo 3
- Gran Turismo 4
- Gran Turismo 4: Prologue
- Grand Theft Auto: San Andreas
- Grand Theft Auto: Vice City Stories
- Grand Theft Auto: Liberty City Stories
- Grand Theft Auto III
- Grand Theft Auto: Vice City
- Guitar Hero
- Guitar Hero II
- Guitar Hero 5
- Guitar Hero: World Tour
- Gun

## H
- Half-Life
- Harry Potter en de Halfbloed Prins
- Harry Potter en de Geheime Kamer
- Harry Potter en de Gevangene van Azkaban
- Harry Potter en de Orde van de Feniks
- Harry Potter en de Steen der Wijzen
- Harry Potter en de Vuurbeker
- Harvest Moon: Save the Homeland
- Headhunter
- Headhunter: Redemption
- Heroes of Might and Magic: Quest for the Dragon Bone Staff
- Hitman: Blood Money
- Hitman: Contracts
- Hitman: Silent Assassin

## I
- I Ninja
- Ice Nine
- Ico
- IHRA Drag Racing 2
- IHRA Drag Racing 2004
- The Incredibles: Rise of the Underminer
- The Incredibles
- Indiana Jones and the Emperor's Tomb
- Indiana Jones and the Staff of Kings
- IndyCar Series
- IndyCar Series 2004
- Intellivision Lives!
- International Superstar Soccer
- Inuyasha: Secret of the Cursed Mask
- Iron Aces 2: Birds of Prey
- Island Xtreme Stunts
- Italian Job

## J
- Jackie Chan Adventures
- Jade Cocoon 2
- Jak and Daxter: The Precursor Legacy
- Jak II
- Jak 3
- Jak X
- James Bond 007: Everything or Nothing
- James Bond 007: Nightfire
- James Cameron's Dark Angel
- James Pond 2: Codename Robocod
- Jeopardy!
- Jeremy McGrath Supercross 2000
- Jet Ski Riders
- Jimmy White's Cueball 2
- Jonny Moseley Mad Trix
- Jurassic Park: Operation Genesis
- Just Cause
- Juiced 2

## K
- K-1 World Grand Prix
- Kanon
- Kamen Rider: Climax Heroes
- Kamen Rider 555
- Kamen Rider Blade
- Kamen Rider Hibiki
- Kamen Rider Kabuto
- Kao the Kangaroo Round 2
- Karaoke Revolution
- Karaoke Revolution Party
- Karaoke Revolution Presents: American Idol
- Karaoke Revolution Presents: American Idol Encore
- Karaoke Revolution Volume 2
- Karaoke Revolution Volume 3
- Katamari Damacy
- Kelly Slater's Pro Surfer
- Kengo: Master of Bushido
- Kessen
- Kessen II
- Kessen III
- kill.switch
- Killer7
- Killzone
- Kimi ga Nozomu Eien
- Kinetica
- King Arthur
- Peter Jackson's King Kong: The Official Game of the Movie
- Kingdom Hearts
- Kingdom Hearts II
- Kingdom Hearts: Final Mix
- King of Clubs
- The King of Fighters '94 Re-bout
- The King of Fighters '98 Ultimate Match
- The King of Fighters 2000
- The King of Fighters 2001
- The King of Fighters 2000/2001
- The King of Fighters 2002
- The King of Fighters 2002: Unlimited Match
- The King of Fighters 2002: Unlimited Match Tougeki Ver.
- The King of Fighters 2003
- The King of Fighters 02/03
- The King of Fighters 2006
- The King of Fighters XI
- The King of Fighters: Maximum Impact
- The King of Fighters Collection: The Orochi Saga
- The King of Route 66
- King's Field IV: The Ancient City
- Kira Kira Rock N Roll Show
- Klonoa 2: Lunatea's Veil
- Knight Rider: The Game
- Knight Rider 2 : The Game
- Knights of the Temple: Infernal Crusade
- Knockout Kings 2001
- Knockout Kings 2002
- Knockout Kings 2003
- Konjiki no Gash Bell!: Yuujou Tag Battle
- Kung Fu Panda
- Kujibiki Unbalance: Kaicho Onegai Smash Fight
- Kuon
- Kuri Kuri Mix
- Kya: Dark Lineage

## L
- Largo Winch: Empire Under Threat
- Legacy of Kain: Defiance
- Legacy of Kain: Soul Reaver 2
- Legaia 2: Duel Saga
- Legends of Wrestling II
- Legion: The Legend of Excalibur
- LEGO Batman: The Videogame
- LEGO Indiana Jones: The Original Adventures
- LEGO Racers 2
- LEGO Star Wars II: The Original Trilogy
- LEGO Star Wars: The Video Game
- Lemmings
- The Lord of the Rings: Aragorn's Quest
- The Lord of the Rings: The Fellowship of the Ring
- The Lord of the Rings: The Return of the King
- The Lord of the Rings: The Two Towers

## M
- Madagascar
- Madagascar 2
- Mafia: The City of Lost Heaven
- Manhunt
- Manhunt 2
- Marvel vs. Capcom 2
- Marvel: Ultimate Alliance
- Marvel Super Hero Squad
- Max Payne
- MotorStorm® Arctic Edge
- The Mummy™: Tomb of the Dragon Emperor
- Medal of Honor: European Assault
- Medal of Honor: Frontline
- Medal of Honor: Rising Sun
- Medal of Honor: Vanguard
- Mercedes-Benz World Racing
- Mercenaries: Playground of Destruction
- Metal Slug
- Midnight Club 3: DUB Edition
- Monster Hunter
- Monster Hunter G
- Monster Hunter 2
- Mortal Kombat: Armageddon
- Myst III: Exile

## N
- Namco Museum
- Narc
- NASCAR: Dirt to Daytona
- NASCAR 2000
- NASCAR 2001
- NASCAR Thunder 2003
- NASCAR Thunder 2004
- NASCAR: Dirt to Daytona
- NBA 2K2
- NBA 2K3
- NBA 2K6
- Need for Speed: Carbon
- Need for Speed: Most Wanted
- Need for Speed: Pro Street
- Need for Speed: Undercover
- Need for Speed: Underground
- Need for Speed: Underground 2
- Need for Speed: Hot Pursuit 2
- NiGHTS into Dreams
- No One Lives Forever

## O
- Okage: Shadow King
- Okami
- Onimusha 2: Samurai's Destiny
- Onimusha: Warlords

## P
- Panic!
- Panzer Dragoon
- Persona 3
- Persona 3 FES
- Persona 4
- Pirates of the Caribbean: The legend of Jack Sparrow
- Primal
- Prince of Persia: Warrior Within
- Prince of Persia: The Two Thrones
- Prince of Persia: The Sands of Time
- Prince of Persia 2: The Shadow and the Flame
- Pro Evolution Soccer 2008
- Pro Evolution Soccer 2009
- Pro Evolution Soccer 2011 (ook wel Pro Evolution Soccer 6)
- Pro Evolution Soccer 2012
- Pro Evolution Soccer 2013
- Pro Evolution Soccer 2014

## Q
- Q-Ball Billiards Master
- Quake III: Revolution
- Que: Ancient Leaf no Yousei
- Quest For Sleeping Beauty
- Quiz & Variety SukuSuku Inufuku 2: Motto SukuSuku

## R
- Race Drivin'
- Racing Simulation 3
- Ratchet & Clank
- Ratchet & Clank 2
- Ratchet & Clank 3
- Ratchet & Clank: Size Matters
- Ratchet: Gladiator
- Rayman 2: The Great Escape
- Rayman 3: Hoodlum Havoc
- Rayman M
- Rayman Raving Rabbids
- Rayman revolution
- Resident Evil 4
- Return to Castle Wolfenstein
- Road trip Adventure
- Rock Band
- Rock Band 2
- Rogue Galaxy
- Rocket Power Beach Bandits

## S
- Samurai Aces
- Samurai Shodown
- Samurai Warriors
- Scarface: The World Is Yours
- Scooby Doo! Mystery Mayhem
- Scooby-Doo! Night of 100 Frights
- Scooby-Doo! Unmasked
- Second Sight
- Secret Agent Clank
- Shadow of the Colossus
- Shadow the Hedgehog
- Shin Megami Tensei: Persona 4
- Silent Hill 2
- Silent Hill: 2 Directors cut
- Silent Hill 3
- Silent Hill: 4 the room
- Silent Hill: Origins
- Silent Hill: Shattered Memories
- The Simpsons Game
- The Simpsons Hit & Run
- The Sims
- The Sims: Erop Uit!
- De Sims 2
- De Sims 2: Huisdieren
- De Sims 2: Op Een Onbewoond Eiland
- SingStar
- SingStar Studio 100
- SingStar ABBA
- SingStar Boybands vs Girlbands
- SingStar Motown
- SingStar Queen
- SingStar zingt met Disney
- Sly 2: Band of Thieves
- Sly 3: Honor Among Thieves
- Sly Raccoon
- Snoopy vs. the Red Baron
- Soldier of Fortune
- Sonic Gems Collection
- Sonic Heroes
- Sonic Mega Collection
- Sonic Riders
- Sonic Riders: Zero Gravity
- Sonic Unleashed
- Soulcalibur II
- Soulcalibur III
- Space Pirates
- Spartan: Total Warrior
- Spider-Man™: Web Of Shadows
- Spyro: A Hero's Tail
- Spyro: Enter the Dragonfly
- Tom Clancy's Splinter Cell: Chaos Theory
- Tom Clancy's Splinter Cell: Double Agent
- Tom Clancy's Splinter Cell: Pandora Tomorrow
- SpongeBob Squarepants en zijn vrienden: Samen Staan ze Sterk!
- SpongeBob Squarepants: Creatuur van de Krokante Krab
- Spy vs. Spy
- Spyro: A Hero's Tail
- SSX Tricky
- Star Wars: Battlefront
- Star Wars: Battlefront II
- Star Wars: The Force Unleashed
- StarCraft: Ghost
- Syberia II

## T
- Tarzan Freeride
- Teenage Mutant Ninja Turtles
- Teenage Mutant Ninja Turtles 2: Battle Nexus
- Teenage Mutant Ninja Turtles 3: Mutant Nightmare
- Teenage Mutant Ninja Turtles: Mutant Melee
- Tekken 4
- Tekken 5
- Tekken Tag Tournament
- Test Drive Unlimited
- Test Drive: Eve of Destruction
- TimeSplitters: Future Perfect
- TMNT
- Tom & Jerry in de strijd der snorharen
- Tom Clancy's Rainbow Six
- Tom Clancy's Splinter Cell
- Tomb Raider: Anniversary
- Tomb Raider: Legend
- Tomb Raider: The Angel of Darkness
- Tomb Raider: Underworld
- Tony Hawk's American Wasteland
- Tony Hawk's Pro Skater 3
- Tony Hawk's Pro Skater 4
- Tony Hawk's Project 8
- Tony Hawk's Underground
- Tony Hawk's Underground 2
- Transformers
- Transformers: The Game
- Twinkle Star Sprites

## U
- UEFA Champions League 2004-2005
- Ultimate Spider-Man
- Unlimited SaGa
- The Urbz: Sims in the City

## V
- Valkyrie Profile
- Vampire Night
- Versailles II: Testament of the King
- Vexx
- Viewtiful Joe
- Virtua Fighter 2
- Virtua Fighter 4
- Virtua Tennis 2

## W
- Wacky Races
- Wacky Races: Mad Motors
- Wakeboarding Unleashed Featuring Shaun Murray
- WALL-E
- Wallace & Gromit in Project Zoo
- Wallace & Gromit: Curse of the Were-Rabbit
- Wangan Midnight
- War Chess
- War of the Monsters
- Warhammer 40,000: Fire Warrior
- War Jetz
- Warriors of Might and Magic
- Warriors Orochi
- Warship Commander
- Warship Gunner 2
- Wave Rally
- Way of the Samurai
- Way of the Samurai 2
- We Love Katamari
- Wheel of Fortune
- Whiplash
- Whirl Tour
- White Breath: Kizuna
- White Fear
- White Van Racer
- WhiteOut
- Who Wants to Be a Millionaire: Party Edition
- Who Wants to Be a Millionaire? Version 2
- Wild Arms 3
- Wild Arms 4
- Wild ARMs 5
- Wild Arms Alter Code: F
- Wild Water Adrenaline featuring Salomon
- Wild Wild Racing
- Will O' Wisp
- WinBack 2: Project Poseidon
- WinBack: Covert Operations
- Winnie the Pooh's Rumbly Tumbly Adventure
- Winning Eleven 6 International
- Winning Eleven 8: Liveware Evolution
- Winning Eleven Tactics: European Club Soccer
- Winning Eleven: Pro Evolution Soccer 2007
- Winning Eleven: Pro Evolution Soccer 2008
- Winning Post 6
- Winning Post 6 Maximum 2004
- Winning Post 6: 2005 Nendoban
- Winning Post 7
- Winning Post 7 Maximum 2006
- Winter Sports
- Winx Club
- Wipeout Fusion
- Wipeout Pulse
- World Series of Poker 2008: Battle for the Bracelets
- Worms
- WWE SmackDown vs. Raw 2011

## X
- X Files: Resist or Serve
- X-Men Legends
- X-Men Legends II: Rise of Apocalypse
- X Men: Next Dimension
- X-Men: The Official Game
- X-Squad
- X2: Wolverine's Revenge
- Xenosaga: Episode I: Der Wille zur Macht
- XenoSaga: Episode II
- XG3: Extreme G Racing
- XGRA: Extreme G Racing Association
- XIII

## Y
- Yakuza
- Yakuza 2
- Yanya Caballista: City Skater
- Yourself!Fitness
- Ys I And II Eternal Story
- Ys III: Wanderers from Ys
- Ys IV: Mask of the Sun
- Ys V: Kefin, The Lost City of Sand
- Ys: The Ark of Napishtim
- Yu-Gi-Oh! Capsule Monster Coliseum
- Yu-Gi-Oh! The Duelists of the Roses
- Yu-Gi-Oh GX! Tag Force Evolution
- Yu Yu Hakusho: Dark Tournament
- Yu Yu Hakusho Forever

## Z
- Zapper: One Wicked Cricket
- Zatch Bell! Mamodo Battles
- Zatch Bell! Mamodo Fury
- Zill O'll Infinite
- Zoids Infinity Fuzors
- Zoids Struggle
- Zoids Tactics
- Zombie Hunters
- Zombie Hunters 2
- Zombie Virus
- Zombie Zone
- Zone of the Enders
- Zone of the Enders: The 2nd Runner
- Zoo Puzzle
- ZooCube